# Lucas Di Grazia
Lucas di Grazia (Ciudad Autónoma de Buenos Aires, argentina, 5 de marzo de 1986) es un exfutbolista argentino que se desempeñaba como arquero.

## Trayectoria
Surgido de las divisiones inferiores del equipo de Floresta. Estuvo desde el 2007 hasta el 2013 en All Boys con nula participación debido al gran momento de Nicolás Cambiasso en el arco. Para buscar continuidad, en el año 2013 se va a préstamo por una temporada a Comunicaciones. Al finalizar la temporada vuelve a All Boys.

## Clubes
| Club                    | País      | Año         |
| ----------------------- | --------- | ----------- |
| All Boys                | Argentina | 2007-2013   |
| Comunicaciones (Cedido) | Argentina | 2013-2014   |
| All Boys                | Argentina | 2014-2015   |
| Deportivo Merlo         | Argentina | 2016-2018   |
| Deportivo Roca          | Argentina | 2018 - 2019 |
| Comunicaciones          | Argentina | 2019 - 2021 |
| Los Andes               | Argentina | 2021- 2023  |

- Datos: Q3838350